# The Killer Angels
A The Killer Angels a  svéd Civil War power metal együttes 2013-ban megjelent első stúdióalbuma. Az album címe egy Michael Shaara regény címéből jött, amely a gettysburgi csatáról szól, valamint a lemez többi dala is egy-egy csatáról/harcról szól. Az album a júniusi Sweden Rock Magazin CD-melléklete is volt. A lemez elérhető digipack formátumban is.

## Az album dalai
1. "King of the Sun" - 5:27
2. "First to Fight" - 4:19
3. "Saint Patrick's Day" - 5:11
4. "Rome is Falling" - 5:24
5. "Sons of Avalon" - 4:11
6. "I Will Rule the Universe" - 5:11
7. "Lucifer's Court" - 3:46
8. "Brother Judas" - 4:16
9. "My Own Worst Enemy" - 3:51
10. "Gettysburg" - 5:05
11. "March Across the Belts" - 3:47
12. "Children of the Grave (Black Sabbath feldolgozás)" - 4:58

11: Bónusz dal 

12: Limited Edition bónusz

## Közreműködők
- Nils Patrik Johansson - ének
- Oskar Montelius - gitár
- Rikard Sundén - gitár
- Stefan 'Pizza' Eriksson - basszusgitár
- Daniel Mullback - dob
- Daniel Myhr - billentyűs hangszerek

## Külső hivatkozások
- Az együttes hivatalos oldala (angolul)
- Hírek, diszkográfia, dalszövegek (angolul)
- A Despotz Records hivatalos oldala (angolul)